# Astrium Bremen
Astrium Bremen ist ein Hersteller im Bereich bemannte Raumfahrt, Trägerraketen und Weltraumrobotik. Er ist mit rund 1.000 Mitarbeitern verantwortlich für Entwicklung, Bau und Betrieb wesentlicher Beiträge der europäischen Raumfahrt zur Internationalen Raumstation ISS, wie das Weltraumlabor Columbus (ISS) und das Automated Transfer Vehicle.
Darüber hinaus wird bei Astrium Bremen die Oberstufe der Ariane 5 Trägerrakete entwickelt und gebaut. Die Ariane 5 ermöglicht einen eigenen Zugang der europäischen Raumfahrt zum Weltraum und ist Weltmarktführer für kommerziellen Satellitentransport. Weitere Arbeits- und Forschungsbereiche sind die Themen Rendezvous & Docking, automatische Raumfahrzeuglandung, Tanktechnologie, Schwerelosigkeitsforschung und Missionsplanung.

## Historie
Die Unternehmen Focke-Wulf, Hamburger Flugzeugbau und Weser Flugzeugbau gründeten 1961 die Arbeitsgemeinschaft Entwicklungsring Nord (ERNO). Im Hinblick auf ein europäisches Trägerraketenprogramm sollten Kapazitäten gebündelt werden. 1963 wurde Astris, die dritte Stufe der Europa-Rakete, als erstes Projekt fertiggestellt.
1967 folgte die Umfirmierung in ERNO Raumfahrttechnik GmbH und der Einstieg in das Satellitengeschäft. 1969 startete der erste deutsche Forschungssatellit Azur, der in Bremen entwickelt und integriert wurde. Ein Jahr später startete Intelsat III mit einem Bremer Antriebssystem. 1974 begann die Sonnensonde Helios mit Thermalkonzept von ERNO ihre Mission.
1973 wurde ERNO Hauptauftragnehmer für das Weltraumlabor Spacelab. Mit der Entscheidung zur Entwicklung der Rakete Ariane erhielt ERNO den Auftrag, die zweite Stufe zu entwickeln. Der Erststart der Ariane 1 erfolgte im Dezember 1979.
ERNO wurde 1981 in den Konzern Messerschmitt-Bölkow-Blohm (MBB) eingegliedert und erhielt den Fertigungsauftrag für die Flüssigkeitsbooster der Ariane 4. Im November 1983 startete die erste Spacelab Mission mit dem Shuttle Columbia, zwei Jahre später erfolgte mit der Mission D-1 der erste bemannte Einsatz unter deutscher Projektführung. Die Nutzlast für D-1 sowie für die später folgende Mission D-2 wurde in Bremen integriert und für den Flug vorbereitet.
1987 startete die Europäische Weltraumorganisation ESA die Ariane 5. Unter dem neuen Namen Deutsche Aerospace (DASA) erhielt der Standort Bremen 1990 den Auftrag zur Entwicklung der Ariane 5 Oberstufe. Ein weiteres Bremer Projekt, die Experimental-Plattform EURECA, wurde 1992 im Weltall ausgesetzt.
Aufgrund ihrer Erfahrungen in der bemannten Raumfahrt erhielt die DASA im Oktober 1995 auch den Entwicklungsauftrag für das Columbus-Labor der Internationalen Raumstation (ISS).
Im Oktober 1997 startete die erste Ariane 5 mit der neuen Bremer Oberstufe. Es war der 101. Ariane-Start. Im Zuge der Konsolidierung der europäischen Luft- und Raumfahrtindustrie wurde im Jahr 2000 der europäische Konzern EADS gegründet. EADS legte weite Teile seiner Raumfahrtaktivitäten mit British Aerospace und Matra Marconi Space zusammen, darunter auch der Bremer Standort, der den neuen Firmennamen Astrium erhielt.
2001 startete das Projekt PHOENIX in Kooperation mit dem Deutschen Zentrum für Luft- und Raumfahrt (DLR). Mit einem Demonstrator sollte der autonome Endanflug zukünftiger wieder verwendbarer Raumgleiter (Konzept Hopper) untersucht werden. Der erste erfolgreiche Gleitflug fand 2004 in Vidsel (Nordschweden) statt. EADS legte die Bremer Aktivitäten unter dem neuen Namen EADS Space Transportation mit seinem französischen Bereich Raumtransport zusammen.
Im selben Jahr beauftragte die ESA den Bremer Standort mit der Produktion des Raumtransporters ATV (Automated Transfer Vehicle), der in den Jahren zuvor bei EADS und seinen Vorgängern entwickelt wurde. Ende 2004 startete der in Kooperation mit dem DLR entwickelte Roboterarm ROKVISS zur ISS.
2006 führte EADS alle Raumfahrtaktivitäten des Konzerns in der durchgängigen Organisation EADS Astrium zusammen.
2008 lieferte der Standort den 100. Satellitentank aus. Im Frühjahr desselben Jahres dockte das Columbus-Labor an die ISS an und nahm seinen Betrieb auf. Wenige Wochen später folgte die erste Mission des ATV „Jules Vernes“ zur ISS.
2009 erhielt der Bremer Standort Studienaufträge für eine mögliche Weiterentwicklung des ATV zu einem rückkehrfähigen Transportsystem sowie zur Erprobung von künftigen Mondlandetechnologien. Weiterhin erhielt Astrium die ersten Aufträge zur Weiterentwicklung der Ariane 5 zur Version ME (Midlife Evolution).
Zur Stärkung seiner Markenidentität änderte EADS sein Erscheinungsbild; seit 2010 heißt die Raumfahrtsparte nur noch „Astrium“, der Bremer Standort blieb ein reiner Standort der Einheit „Astrium Space Transportation“.

## Projekte

### Die Ariane Oberstufen
Der Astrium-Standort Bremen spielte seit den ersten Überlegungen Europas für einen eigenen Zugang zum Weltall eine wichtige Rolle bei Entwicklung und beim Bau einer eigenen Trägerrakete. Seit Beginn des Ariane-Programms in den 1970er Jahren fertigte Astrium in Bremen Raketenstufen für die Ariane 1–4. Für die aktuelle Version der europäischen Trägerrakete, die Ariane 5, baut Astrium in Bremen die komplette Oberstufe. Seit Anfang 2006 wird auch das „Gehirn“ der Ariane 5, die Steuereinheit VEB (Vehicle Equipment Bay), im Bremer Werk gefertigt.
Die Ariane 5 ist derzeit das weltweit leistungsfähigste kommerzielle Trägersystem. Die aktuelle Version, die Ariane 5 ECA, kann mehrere Satelliten gleichzeitig mit einer Gesamtnutzlast von bis zu zehn Tonnen in die geostationäre Umlaufbahn befördern. Mit der speziellen Version Ariane 5 ES wird zudem das ATV (Automated Transfer Vehicle) gestartet, der Versorgungstransporter für die Internationale Raumstation ISS.

### Das Columbus-Labor
Ein Meilenstein in Astriums Firmengeschichte war die Fertigstellung des Forschungsmoduls Columbus für die Internationale Raumstation ISS. Columbus wurde im Februar 2008 mit dem Space Shuttle „Atlantis“ zur ISS gebracht. Im Columbus-Modul werden Experimente aus den Bereichen Materialwissenschaften, Medizin, Biologie, und Humanwissenschaften unter Schwerelosigkeit durchgeführt. Gleichzeitig ist Bremen auch verantwortlich für den Betrieb- und die Nutzung der europäischen Elemente der Internationalen Raumstation. Von hier wird die technische Verfügbarkeit von Columbus sichergestellt, die Versorgung der Astronauten geplant und die Experimentanlagen für die Wissenschaftler bereitgestellt.

### Das ATV
In Bremen wurde ein großer Teil des automatischen Versorgungsfahrzeugs ATV (Automated Transfer Vehicle) zur Versorgung der ISS gebaut. Es brachte bis zu 6,5 Tonnen Vorräte und Treibstoff zur Internationalen Raumstation. Gleichzeitig sorgte das ATV mit seinen bordeigenen Triebwerken dafür, dass die ISS in regelmäßigen Abständen angehoben wurde. Am Ende der Mission wurde das ATV mit Abfällen von der Station beladen und verglühte kontrolliert beim Wiedereintritt in der Erdatmosphäre. Nach dem erfolgreichen Jungfernflug von „Jules Verne“ 2008 startete im Februar 2011 das zweite ATV mit dem Namen „Johannes Kepler“. Bis 2015 sind insgesamt fünf ATV-Versorgungsflüge absolviert worden. Das Programm wurde danach nicht weitergeführt.

## Zukünftige Projekte

### Robotisch zum Mond
Astrium beschäftigt sich seit Jahren durch interne Studien mit den europäischen Möglichkeiten für Mondmissionen. Derzeit ist Astrium von der ESA mit einer Studie betraut, welche die konkrete Machbarkeit einer weichen und zielgenauen robotischen Landung auf dem Mond belegen soll.

### ATV der nächsten Generation
Um auch nach dem Wegfall des US Space Shuttle Material von der Raumstation zur Erde zurückbringen zu können, untersucht Astrium im Rahmen einer ESA-Studie ein Wiedereintrittssystem auf Basis von ATV. In einem weiteren Schritt wäre auch der unabhängige europäische Transport von Astronauten ins All und wieder zurück denkbar.

### Ariane 5 ME
Um die Ariane 5 mit ihrem Doppelstartkonzept weiterhin an den Markt anzupassen, soll für sie eine neue Version mit höherer Nutzlastkapazität und vielseitigerem Missionsprofil entwickelt werden.  Diese sogenannte Ariane 5 ME (Midlife Evolution) soll zwölf statt bisher zehn Tonnen Nutzlast ins Geotransferorbit befördern können. Dies geschieht durch eine neue, wiederzündbare Oberstufe auf kryogener Basis, die am Bremer Standort entwickelt wird. Ariane 5 ME soll ab frühestens 2015 einsatzbereit sein und dann die beiden bisherigen Versionen der Ariane 5 ablösen.

## Führungen
Bei Astrium in Bremen haben Schulklassen, Studentengruppen und Raumfahrtinteressierte die Möglichkeit, sich die Ariane 5 Oberstufen und das automatische Transportfahrzeug ATV in unterschiedlichen Integrationsphasen anzuschauen. Im Besucherzentrum wird dargestellt, wie Astronauten im All leben, arbeiten und schlafen. Ein Blick durch die Scheiben des ISS Engineering Centers offenbart Live-Aufnahmen der ISS und zeigt das aktuelle Tagesprogramm der Astronauten. Außerdem ist die Begehung eines originalgetreuen Modells des Weltraumlabors Columbus möglich. 2010 kamen über 7.000 Besucher an den Astrium-Standort Bremen.